# Suhi Dol (Surdulica)
Suhi Dol (em cirílico: Сухи Дол) é uma vila da Sérvia localizada no município de Surdulica, pertencente ao distrito de Pčinja. A sua população era de 56 habitantes segundo o censo de 2011.

## Demografia
| 1948 | 1953 | 1961 | 1971 | 1981 | 1991 | 2002 | 2011 |
| ---- | ---- | ---- | ---- | ---- | ---- | ---- | ---- |
| 445  | 426  | 331  | 281  | 174  | 96   | 69   | 56   |